# Mark Letestu
Mark Letestu (* 4. Februar 1985 in Elk Point, Alberta) ist ein ehemaliger kanadischer Eishockeyspieler und derzeitiger -trainer. Der Center bestritt zwischen 2009 und 2019 über 500 Partien für die Pittsburgh Penguins, Columbus Blue Jackets, Edmonton Oilers und Winnipeg Jets in der National Hockey League (NHL).

## Karriere
Mark Letestu begann seine Karriere als Eishockeyspieler bei den Bonnyville Pontiacs, für die er von 2002 bis 2006 in der Alberta Junior Hockey League aktiv war. In der Saison 2006/07 spielte der Angreifer für die Mannschaft der Western Michigan University.
Am 22. März 2007 erhielt er als Free Agent einen Vertrag bei den Pittsburgh Penguins, ohne je zuvor gedraftet worden zu sein. Für Pittsburghs Farmteam, die Wilkes-Barre/Scranton Penguins, gab er gegen Ende der Saison 2006/07 sein Debüt im professionellen Eishockey, wobei er in fünf Spielen zwei Strafminuten erhielt. Nachdem er in der Saison 2007/08 parallel für Wilkes-Barre in der AHL und die Wheeling Nailers in der ECHL zum Einsatz gekommen war, spielte er in der Saison 2008/09 ausschließlich für Wilkes-Barre. Auch in der folgenden Saison stand er überwiegend in Wilkes-Barre im Einsatz, gab jedoch auch sein NHL-Debüt für die Pittsburgh Penguins, ehe sich der Center im Verlauf der Saison 2010/11 dank seinen guten Leistungen einen Stammplatz im NHL-Kader der Penguins erkämpfte. Am 8. November 2011 transferierten ihn die Penguins im Austausch für ein Viertrunden-Wahlrecht im NHL Entry Draft 2012 zu den Columbus Blue Jackets.
Nach knapp dreieinhalb Jahren in Columbus wurde sein auslaufender Vertrag nicht verlängert, in dessen Folge er sich im Juli 2015 den Edmonton Oilers anschloss. Im Februar 2018 gaben die Oilers Letestu im Tausch gegen Pontus Åberg an die Nashville Predators ab, die ihn für ein Viertrunden-Wahlrecht im NHL Entry Draft 2018 direkt zu den Columbus Blue Jackets weitertransferierten. In Columbus beendete er die Saison 2017/18 und erhielt vorerst keinen weiterführenden Vertrag von den Blue Jackets. Im September 2018 schloss er sich jedoch wieder seinem alten Arbeitgeber an, der ihn anschließend prompt an das AHL-Farmteam abgab, die Cleveland Monsters.
Anschließend wechselte er im Juli 2019 als Free Agent zu den Winnipeg Jets. Den Großteil der Folgesaison 2019/20 verpasste er jedoch aufgrund einer Myokarditis. Letztlich verkündete er im Dezember 2020 das Ende seiner aktiven Karriere. Insgesamt hatte er in der NHL 567 Partien bestritten, dabei 210 Scorerpunkte verzeichnet und sich vor allem als Defensivspezialist bei Faceoffs und Unterzahlsituationen einen Namen gemacht. Zur Saison 2021/22 kehrte Letestu in einer Anstellung als Trainer in die Organisation der Columbus Blue Jackets zurück. Während er bei den Blue Jackets in den erweiterten Trainerstab aufgenommen wurde, erhielt er bei den Cleveland Monsters den Posten eines Assistenztrainers.

## Erfolge und Auszeichnungen
- 2007 CCHA Rookie of the Year
- 2007 CCHA All-Rookie Team

## Karrierestatistik
(Legende zur Spielerstatistik: Sp oder GP = absolvierte Spiele; T oder G = erzielte Tore; V oder A = erzielte Assists; Pkt oder Pts = erzielte Scorerpunkte; SM oder PIM = erhaltene Strafminuten; +/− = Plus/Minus-Bilanz; PP = erzielte Überzahltore; SH = erzielte Unterzahltore; GW = erzielte Siegtore; 1 Play-downs/Relegation; Kursiv: Statistik nicht vollständig)